# Lista över ledamöter av Sveriges ståndsriksdag 1682–1683
Ledamöter av Sveriges ståndsriksdag 1682–1683.

## Borgarståndet
| Riksdagsledamot           | Yrke                        | Valkrets             | Anmärkningar |
| ------------------------- | --------------------------- | -------------------- | ------------ |
| Olof Thegner              | Borgmästare                 | Stockholms stad      |              |
| Mårten Bunge              | Rådman                      | Stockholms stad      |              |
| Michael Törne             | Rådman                      | Stockholms stad      |              |
| Gustaf Holmström          | Stadssekreterare            | Stockholms stad      |              |
| Perman                    | Handelsman                  | Stockholms stad      |              |
| Scharenberg               | Handelsman                  | Stockholms stad      |              |
| Thomas Lohrman            | Borgmästare                 | Uppsala stad         |              |
| Anders Lerbeck            | Borgmästare                 | Norrköpings stad     |              |
| Johan Nilsson             | Borgare                     | Norrköpings stad     |              |
| Laurentius Böker          | Rådman och stadssekreterare | Göteborgs stad       |              |
| Johan von Minden          | Handelsman                  | Göteborgs stad       |              |
|                           |                             | Landskrona stad      |              |
|                           |                             | Malmö stad           |              |
| Mattias Robeck            | Borgmästare                 | Kalmar stad          |              |
| Berendt Riggertsson       | Borgmästare                 | Åbo stad             |              |
| Henrik Flege              | Handelsman                  | Åbo stad             |              |
| Peter Bagge               | Rådman                      | Viborgs stad         |              |
| Johan Wilhelm Stamm       | Borgmästare                 | Nyköpings stad       |              |
| Knut Månsson              | Borgmästare                 | Västerviks stad      |              |
| Daniel Christiernin       | Borgmästare                 | Gävle stad           |              |
| Ol. Austrell              | Överborgmästare             | Falu stad            |              |
| Johan Trotzig Anthonsson  |                             | Stora Kopparbergslag |              |
| Petrus Mylonius           | Borgmästare                 | Halmstads stad       |              |
|                           |                             | Karlshamns stad      |              |
|                           |                             | Ronneby stad         |              |
|                           |                             | Ystads stad          |              |
| Johan Halewijn            | Rådman                      | Varbergs stad        |              |
|                           |                             | Helsingfors          |              |
| Gudmund Gudmundsson       | Rådman                      | Västerås stad        |              |
| Hans Barckhusen           | Borgmästare                 | Arboga stad          |              |
| Nils Hult                 | Borgmästare                 | Örebro stad          |              |
| Per Gudmundsson           | Rådman                      | Jönköpings stad      |              |
| Johan Nordman             | Borgmästare                 | Linköpings stad      |              |
| Carl Hising               | Borgmästare                 | Köpings stad         |              |
| Erik Arvidsson            |                             | Strängnäs stad       |              |
| Lars Andersson            | Borgmästare                 | Skara stad           |              |
| Hasselbeck Wedeg          | Handelsman                  | Växjö stad           |              |
| Knut Larsson              | Rådman                      | Söderköpings stad    |              |
| Oluf Persson Ström        | Borgmästare                 | Hudiksvalls stad     |              |
| Johan Kolfwin             | Borgmästare                 | Visby stad           |              |
| Liloff Schmitt            | Borgare                     | Visby stad           |              |
| Christoffer Hansson       | Rådman                      | Mariestads stad      |              |
| Daniel Ek                 | Borgmästare                 | Karlstads stad       |              |
| Lars Nilsson Berghem      | Rådman                      | Härnösands stad      |              |
| Jöran Sadler              | Borgmästare                 | Uleåborgs stad       |              |
| Samuel Reuter             | Notarie                     | Torshälla stad       |              |
| Erik Arvidsson            | Notarie                     | Karl Gustavs stad    |              |
| Nils Jacobsson            | Borgmästare                 | Borås stad           |              |
| Per Olufsson              | Rådman                      | Borås stad           |              |
| Vilhelm Lind              |                             | Vänersborgs stad     |              |
| Hans Addesson             | Rådman                      | Enköpings stad       |              |
| Lennart Horneman          | Borgmästare                 | Sala stad            |              |
| Johan Matsson Beck        | Rådman                      | Sala stad            |              |
| Oluf Matsson              | Borgare                     | Sigtuna stad         |              |
| Jonas Wahlberg            | Borgmästare                 | Skänninge stad       |              |
| Jacob Ross                | Borgmästare                 | Vasa stad            |              |
| Johan Persson             | Borgmästare                 | Lidköpings stad      |              |
| Staffan Eriksson Lång     | Borgare                     | Öregrunds stad       |              |
| Erik Persson Edeman       | Borgmästare                 | Södertälje stad      |              |
| Anders Jonsson Brennare   | Borgare                     | Norrtälje stad       |              |
| Johan Andersson           | Rådman                      | Hedemora stad        |              |
| Anders Stensson           | Borgmästare                 | Lindesbergs stad     |              |
| Johan Frumeri             | Borgmästare                 | Nora stad            |              |
| Zacharias Christoffersson | Rådman                      | Eksjö stad           |              |
| Anders Larsson            | Borgmästare                 | Uddevalla stad       |              |
| Oluf Persson Reef         | Borgmästare                 | Askersunds stad      |              |
| Nils Svensson             | Notarie                     | Bogesunds stad       |              |
| Nils Mauritsson           |                             | Hjo stad             |              |
| Jacob Matsson             | Rådman                      | Skövde stad          |              |
| Philip Ekman              | Rådman                      | Björneborgs stad     |              |
| Oluf Hellbom              | Borgmästare                 | Torneå stad          |              |
| Oluf Greenberg            | Borgmästare                 | Sundsvalls stad      |              |
| Johan Insulander          | Kämnär                      | Kristinehamns stad   |              |
| Magnus Blix               | Borgmästare                 | Söderhamns stad      |              |
| Jacob Andersson Rök       |                             | Borgå stad           |              |
| Jacob Bockmöller          | Rådman                      | Nykarleby stad       |              |
| Anders Giersson           | Borgmästare                 | Umeå stad            |              |
| Andreas Björn             |                             | Mariefreds stad      |              |
| Zacharias Boelius         | Borgmästare                 | Nystads stad         |              |
| Hindrik Therneck          | Rådman                      | Filipstads stad      |              |
| Jacob Matsson             | Rådman                      | Falköpings stad      |              |
| Lars Svensson             | Rådman                      | Alingsås stad        |              |
| Nils Colin                | Borgmästare                 | Vimmerby stad        |              |
| Christoffer Moritz        | Notarie                     | Trosa stad           |              |
| Erik Krus                 | Borgare                     | Östhammars stad      |              |
| Per Andersson             | Rådman                      | Åmåls stad           |              |
| Adam Grooth               | Borgmästare                 | Säters stad          |              |
| Christian Henriksson      | Rådman                      | Jakobstads stad      |              |
| Johan Alvin               | Rådman                      | Varbergs stad        |              |